# Station Kawachi-Eiwa
Station Kawachi-Eiwa (河内永和駅, Kawachi-Eiwa-eki) is een spoorwegstation in de Japanse stad Higashiōsaka. Het wordt aangedaan door de Kintetsu Nara-lijn (Kintetsu) en de Osaka Higashi-lijn (JR West). Beide lijnen hebben eigen stations, maar deze bevinden zich haaks op elkaar. Het station voor de Osaka Higashi-lijn heet officieel JR Kawachi-Eiwa.
Het station van Kintetsu heeft twee sporen aan twee zijperrons, het station van JR heeft twee sporen aan een eilandperron.

## Lijnen

### Kintetsu
| 1 | ■ Kintetsu Nara-lijn | richting Higashi-Hanazono, Ikoma, Yamato-Saidaiji, Nara en Tenri |
| 2 | ■ Kintetsu Nara-lijn | richting Fuse, Osaka Uehommachi en Ōsaka Namba                   |

### JR West
| 1 | ■ Osaka Higashi-lijn | richting Hanaten |
| 2 | ■ Osaka Higashi-lijn | richting Kyūhōji |

## Geschiedenis
Het station van Kintetsu werd geopend in 1936, als de halte Hitonomichi aan een tramlijn. In 1938 kreeg het de naam Eiwa, en later in 1941 werd de halte een station en veranderde de naam in Kawachi-Eiwa. Pas in 1944 werd het daadwerkelijk een station van Kintetsu.
Het station van JR werd in 2008 voltooid.

## Stationsomgeving
De stations bevinden zich in de voormalige stad Fuse, waardoor er thans nog enkele gebouwen met een publieke functie zijn, zoals een politiebureau, brandweerkazerne en een rechtbank.
- Gemeentehuis van Higashiōsaka
- Kosaka-ziekenhuis
- Bibliotheek van Eiwa
- Eiwa-winkelpromenade
- Osaka Shōin universiteit voor vrouwen (Kosaka-campus)
- FamilyMart

Stations in aanbouw: Shin-Osaka · Nishi-Suita · Awaji · Miyakojima · Noe · Shigino 

Stations reeds in gebruik: Hanaten · Takaida-Chūō · JR Kawachi-Eiwa · JR Shuntokumichi · JR Nagase · Shin-Kami · Kyūhōji